# Tehetetlenség (mechanika)
Lásd még: Newton törvényei

A tehetetlenség a fizikai testek azon tulajdonsága, mely ellenállásukat fejezi ki a mozgási vagy nyugalmi állapotuk megváltoztatásával szemben, vagy a testek azon hajlamát, hogy ellenálljon a mozgásállapotában fellépő bármilyen változásnak. A tehetetlenség törvénye a klasszikus fizika egyik alaptörvénye, melynek segítségével leírható a fizikai testek mozgása és annak változása a testre ható erők függvényében. A szó eredete a latin iners kifejezésből származtatható, melynek jelentése tétlen, lusta.
A tehetetlenség törvényét Isaac Newton (1643-1727) fogalmazta meg művében a Philosophiæ Naturalis Principia Mathematicában és Newton első törvényeként ismerjük. A törvény kimondja:

Minden test megtartja nyugalmi állapotát vagy egyenes vonalú egyenletes mozgását mindaddig, míg egy másik test vagy mező által kifejtett hatás nem kényszeríti mozgásállapotának megváltoztatására.
A Földön a tehetetlenség gyakran nem nyilvánul meg a súrlódási, illetve a gravitációs erő hatása miatt, mivel ezek befolyásolják a testek mozgását. Ez vezethette félre az olyan klasszikus teoretikusokat, mint például az ókori görög filozófus, Arisztotelész, aki úgy vélte, hogy a mozgás csak erő hatására tartható fenn.

## A fogalom története és annak fejlődése

### Korábbi mozgáselméletek
A reneszánszt megelőzően a nyugati filozófiában az elfogadott mozgáselmélet Arisztotelész elméletén alapult, aki úgy vélte, hogy egy külső mozgató erő hiányában az összes test (a Földön) nyugalomban maradna és csak azok mozognának, amelyeket egy külső erő erre kényszerít. Az elhajított test mozgását pedig úgy magyarázta, hogy miután már a hajító erőhatása megszűnt (már nincs kapcsolatban a hajítóval), a környezete mozgatja tovább őt valamilyen módon. Következésképpen ilyen fajta heves mozgás az üres térben lehetetlen.
Általános elfogadottsága ellenére az elméletet két évezreden keresztül több jelentős filozófus is vitatta, mígnem végül megbukott. A római Lucretius azt állította, hogy a testek „alapértelmezett állapota” a mozgás és nem a nyugalom.
A VI. században Johannes Philoponus vitatta Arisztotelésznek a környezet  és a mozgás kapcsolatáról alkotott azon véleményét, miszerint az elhajított testet a környezete mozgatja tovább, illetve azt, hogy az üres térben ily módon lehetetlen a mozgás. Ő ezt ellentmondásosnak vélte és azt feltételezte, hogy a mozgás nem a közeg hatására folytatódik, hanem bizonyos tulajdonságok megléte miatt, melyekre a test akkor tett szert mikor elkezdett mozogni. Annak ellenére, hogy ez még nem a modern tehetetlenség elmélete –hiszen még mindig szükséges egy külső erő a mozgás fenntartására–, de már  alapvető lépés annak irányába. 

### A lendület elmélete
A XIV. században Jean Buridan francia szerzetes visszautasította azt az elképzelést, mely szerint  hogy a mozgást kiváltó tulajdonság– amit ő lendületnek (lat. impetus) nevezett– magától, hirtelen eltűnik. Buridan úgy gondolta, hogy a test mozgását gátolja a levegő ellenállása és a súlya, ami pedig csökkenti a lendületét. Továbbá állította, hogy a lendület a sebességgel növekszik, így Buridan nézetei a lendületről egybevágtak a modern impulzus elméletével.
Buridan gondolatait követte tanítványa Albertus de Saxonia (Szász Albert, 1316-1390) illetve az „Oxford Calculators” nevű társaság, akik később kísérletekkel bizonyították Arisztotelész elméletének helytelenségét. Munkájukat Nicole Oresme folytatta, aki úttörőként próbálta meg a különböző mozgásokat ábrákkal is szemléltetni.
Nem sokkal Galilei tehetetlenség elméletének megszületése előtt, Giambattista Benedetti módosított a lendület fejlődő elméletén, bevonva abba az egyenes vonalú mozgást is:

„Ha egy tetszőleges mennyiségű magától mozgó fizikai anyagra egy külső mozgató erő egy bizonyos lendülettel hat, az természetes hajlamából kifolyólag egyenes vonalú, nem görbült, pályán fog haladni.”
Benedetti a zsinórra kötött kő mozgásának példáját hozza fel a körmozgásban rejlő egyenes vonalú mozgásra.

### Tehetetlenség a klasszikus mechanikában
A tehetetlenség törvénye azt fejezi ki, hogy a testek alapvető tulajdonságukból adódóan megpróbálnak ellenállni minden mozgásállapotukban bekövetkező változásnak. Newton szavaival élve: egy test mindaddig megőrzi nyugalmi vagy mozgási állapotát, amíg rá egy tetszőleges külső erő nem hat.
Kopernikusz (1473-1543) azon felfedezéseinek fényében, miszerint semmi sincs „nyugalomban”, hanem a Nap körül kering, az Arisztotelész féle égi és földi mozgások elmélete kezdte érvényét veszíteni. Galilei, továbbfejlesztve a Kopernikusz féle modellt, felismerte a régi (égi és földi mozgás) és az új mozgáselmélet között fellépő ellentmondást és ennek eredményképpen újrafogalmazta Arisztotelész elméletét az üres térben való mozgásról:

Egy test amely egy szint felszínén mozog, folytatni fogja mozgását ugyanabba az irányba és állandó sebességgel, amíg külső hatás nem éri.
Érdemes megjegyezni, hogy Galilei ezen kezdetleges tehetetlenség törvényből kiindulva később arra a következtetésre jutott, hogy lehetetlen megkülönböztetni a mozgó és az álló testeket olyan külső referencia pont nélkül amihez hasonlíthatnánk őket. Ez a felfedezés lett tulajdonképpen az alapja Einstein speciális relativitáselméletének.
Galilei tehetetlenségről alkotott elképzelésein csíszolva Isaac Newton később kijelentette a róla elnevezett első törvényt, a tehetetlenség törvényét (Philosophiæ Naturalis Principia Mathematica, 1687):

Egy test mindaddig állandó sebességgel halad, míg a rá ható erők eredője nulla.
Fontos megjegyezni, hogy a sebesség vektormennyiség, tehát az állandó sebesség egyszerre jelent állandó irányt (a vektor iránya és irányítása) és a sebesség nagyságának állandóságát (a vektor modulusa). Ez az eset magában foglalja a nyugalmi állapotot is (a sebesség nulla). Az első publikáció óta a Newton féle mozgáselmélet lett az alapja a fizika klasszikus mechanika elnevezésű ágának.
A tulajdonképpeni kifejezést (lat. inertia) Johannes Kepler használta először az Epitome Astronomiae Copernicanae (1618-1621, 3 rész) című művében, mindazonáltal jelentését tekintve ez a kifejezés nem teljesen egyezik meg a modern értelmezéssel. A tehetetlenséget Kepler csak a mozgással szembeni ellenállásra használta, azzal a feltételezéssel élve, hogy a nyugalom természetes állapot, tehát nem igényel magyarázatot. A fogalom mai jelentését csak akkor nyerte el, miután Galilei és Newton egy törvényben egyesítette a mozgást és a nyugalmat.
Annak ellenére, hogy elegánsan meghatározta a fogalmat, még maga Newton sem használta a „tehetetlenség” kifejezést az első törvényére. Tulajdonképpen úgy képzelte az első törvényben leírt jelenséget, mint amit a testekben rejlő természetes erők okoznak, melyek ellenállnak bármilyen gyorsulásnak. Ezt a nézőpontot követve, és kölcsönözve Keplertől, Newton tulajdonképpen a „tehetetlenség” kifejezést a természetes, ösztönös erőknek tulajdonította, melyekkel a test rendelkezik ellenállva a mozgásállapot változásának. Így ő a tehetetlenségeta jelenség okának tekintette és nem magát a jelenséget nevezte így. Mindemellett Newton „belső ellenálló erők” fogalma több szempontból is vitatható volt, ezért utána több fizikus is elvetette ezt a szemléletet. Mivel más könnyedén belátható alternatíva nem adódott és mivel elfogadottá vált, napjainkban a „tehetetlenség”, mint kifejezés, a jelenségre utal, és nem bármilyen belső mechanizmusra. Így végül a tehetetlenség a modern klasszikus fizikában egyet jelent a Newton első törvényében leírtakkal és a két fogalom teljesen egyenrangú.

### Tehetetlenség a relativisztikus mechanikában
Albert Einstein 1905-ben publikált speciális relativitáselmélete a tehetetlenségen, illetve a Newton és Galilei által bevezetett tehetetlenségi vonatkoztatási rendszerek tanulmányozásán alapszik. Míg a speciális relativitáselméletben teljesen új értelmet nyer a tömeg, az energia és a távolság, addig a tehetetlenség fogalma nem változik az eredeti értelméhez képest (lévén az egész elmélet a Newton által megfogalmazott tehetetlenségen alapszik). Így azonban a speciális relativitáselmélet csak a tehetetlenségi vonatkoztatási rendszerekben érvényes (a rendszernek nincs gyorsulása). Megkísérelve ezen korlátozás megszüntetését Einstein megalkotta az általános relativitáselméletet(1916), melyben végül sikerült egy átfogó elméletet nyújtania a tehetetlenségi és nem tehetetlenségi (gyorsuló) rendszerekre vonatkozóan. Ahhoz azonban, hogy ezt elérje Einstein szükségesnek látta néhány alapvető fogalom, úgy mint gravitáció, újraértelmezését, mely ebben az elméletben olyan meghatározást kap, mint a téridő görbülete, szemben a newtoni értelmezéssel, ahol ez erők hatásaként nyilvánult meg.
Az újrafogalmazás eredményeképpen Einstein a tehetetlenség fogalmát is megváltoztatta, néhány apró, de jelentős változtatást eszközölt rajta, így született meg a geodetikus elhajlás fogalma. Ebből kifolyólag az általános relativitáselméletben– abban az esetben, ha nagy arányokkal dolgozunk– a hagyományos Newton féle tehetetlenség nem érvényesül és nem is szükségképpen megbízható. Mindamellett, határesetben, szükségesen kis arányú téridő esetén a speciális relativitás elmélet még alkalmazható, melyben a tehetetlenség fogalma azonos a klasszikus értelemben vett tehetetlenséggel.
A speciális relativitás elmélet másik, talán a legismertebb következménye az, hogy az energia és a tömeg nem választható el egymástól és egymással felcserélhetőek. Ezen új kapcsolat által szintén új értelmet nyer a tehetetlenség fogalma. A speciális relativitáselmélet logikai következtetése szerint, ha a tömeg bizonyíték a tehetetlenségre, akkor ez ugyanúgy alkalmazható az energiára is. Ez az elmélet és a későbbi kísérletek bizonyították néhány következtetését, mellyel a tehetetlenség fogalma sokkal tágabb értelmet nyert, úgy a tömegre, mint energiára egyaránt.

## Értelmezések

### A tömeg és tehetetlenség
A fizika és a matematika kevésbé ragaszkodik a tehetetlenség eredeti megfogalmazásához („a mozgásállapot fenntartására késztető hajlam”) és inkább a matematikailag hasznosabb megfogalmazást kedveli: egy test mozgásállapot változásával szembeni ellenállása vagy egyszerűen egy test tehetetlenségi tömege.
Ez a megfogalmazás teljesen nyilvánvaló volt a relativitáselmélet megszületéséig. A tömeg, m, egyszerre jelentette a testeket felépítő anyag mennyiségét, illetve a testek tehetetlenségének mértékét.
A tömeg meghatározza egy test p impulzusát, ha azt v sebességre gyorsítjuk. A három mennyiség a következő képlettel kapcsolható össze:

{\displaystyle \mathbf {p} =m\mathbf {v} }

Az m itt a test tehetetlen tömege.
A dinamika alaptörvénye értelmében egy test tehetetlenségére vonatkozó tömege másképp is megadható:

{\displaystyle \mathbf {F} =m\mathbf {a} }

Itt az F a testre ható erők eredője, az a pedig a test gyorsulása. Ebből az következik, hogy azonos erőhatás mellett a nagyobb tömegű testek kisebb gyorsulásra tesznek szert, tehát az m itt is a tehetetlenségi tömeg. Ezt matematikai úton is alátámaszthatjuk.
Tegyük fel, hogy a test m tömege időben állandó. Az első egyenletünknek kiszámítva az időbeli elsőrendű differenciálhányadosát a következőket kapjuk (jelen esetben eltekintünk bizonyos mennyiségek vektorjellegétől, számításunkat nem befolyásolja, csak egyszerűsíti):

{\displaystyle {\ dp \over \ dt}=m{\ dv \over \ dt}}

Ez azt jelenti, hogy az elemi időre vett impulzusváltozás egyenlő a test tömege és a test sebességének elemi időre vett változásának szorzatával, ami pedig a test gyorsulása, tehát az elemi időre vett impulzusváltozás egyenlő az erővel:
{\displaystyle F=m_{F}a=m_{p}{\ dv \over \ dt}={\ dp \over \ dt}}

Ez csak akkor igaz, ha a két tömeg egyenlő, márpedig ez fennáll, hiszen a tömeget időfüggetlennek tekintettük, a gyorsulás pedig a sebesség időbeli elsőrendű differenciálhányadosa. Tehát a két módszerrel meghatározott tömeg ugyanaz. Kijelenthetjük tehát, hogy egy test tehetetlensége számszerűleg egyenlő a test tömegével, ami pedig a test gyorsítással szembeni ellenállása.

### Tehetetlenségi tömeg és gravitációs tömeg
A tehetetlenségi tömeg mellett más tömeg is létezik, ez a gravitációs tömeg. A két tömeg közti különbség a meghatározásuk módjában rejlik.
A gravitációs tömegmérés során egy ismeretlen tömegre ható gravitációs erőt hasonlítunk össze egy ismert tömegre ható gravitációs erő nagyságával. Ez tipikusan különféle kiegyensúlyozással történik. A módszer nagyszerűsége abban rejlik, hogy a két tömeg mindenütt kiegyensúlyozódik, mivel a gravitációs erőtér számukra azonos, annak térerősségétől függetlenül. Tehát amennyiben van gravitációs erőtér az ilyenfajta tömegmérés működik. A módszer viszont csődöt mond olyan szuper nagy tömegű testek közelében, mint fekete lyukak, neutroncsillagok, ahol a gravitációs térerősség a távolsággal hirtelen változik (a mérleg két serpenyője közti kis távolságon is számít a térerősséggradiens, vagyis azonos tömegek esetén különböző nagyságú nehézségi erők hatnak a két karra), illetve súlytalan közegben, ahol mindegy milyen testeket hasonlítunk össze, azok folyamatosan egyensúlyban lesznek(nem hat erő a mérleg karjaira).
A tehetetlenségi tömeget úgy határozzák meg, hogy ismeretlen tömegű testre ismert nagyságú erőket alkalmaznak és megmérik a test gyorsulását. Innen a tömeget Newton második törvényének felhasználásával kapjuk meg (m=F/a). Ez pontos tömegértéket ad, figyelembe véve a mérőműszerek pontosságát. Ha az űrhajósok testtömegüket súlytalan állapotban akarják megmérni, akkor a tulajdonképpeni tehetetlenségi tömegüket mérik meg egy speciális székben (body mass measurement device– BMMD).
Az érdekesség az, hogy eddig nem találtak fizikai különbséget a két tömeg között. Számtalan kísérletet végeztek, hogy leellenőrizzék az értékeket, viszont a különbség mindig a kísérletben megengedett hibahatáron belül volt. Einstein általános relativitáselméletének egyik posztulátuma szerint a tehetetlenségi és a gravitációs tömeg azonos, illetve a gravitációs gyorsulás egy „spirális lejtő” a téridő szerkezetében, melyen keresztül a testek „leesnek”. Dennis Sciama később kimutatta, hogy a visszaható erő, amely az univerzum teljes tömege részéről hat egy gyorsuló testre, számszerűleg egyenlő a test tehetetlenségével. Ez azonban akkor lenne helytálló fizikai magyarázat, ha valamilyen módon a gravitációs hatások egyszerre lépnének fel.
Mivel Einstein a tehetetlenségi tömeget használta fel a speciális relativitáselmélet leírásához, ezért a tehetetlenségi tömeg szoros kapcsolatban áll a relativisztikus tömeggel és ennek következtében különbözik a nyugalmi (invariáns) tömegtől.

### Tehetetlenségi vonatkoztatási rendszerek
Olyan helyeken, mint például egy egyenletesen mozgó vasúti kocsi fülkéje, a fülkében tartózkodó megfigyelő szempontjából egy elejtett labda ugyanúgy viselkedne, mint egy álló vasúti kocsiban. A labda függőlegesen a földre esne. Eltekinthetünk a kocsi mozgásától, ha azt tehetetlenségi vonatkoztatási rendszerként definiáljuk. Egy mozgó, de nem gyorsuló rendszerben a labda teljesen „normálisan” viselkedik, mivel a kocsi és a benne levő testek állandó sebességgel haladnak tovább. Az elejtés pillanatában a labda a kocsi sebességével haladt és tehetetlenségének következtében ugyanazzal a sebességgel halad esés közben is (most természetesen a labda sebességének vízszintes, a kocsi haladási irányával párhuzamos komponenséről beszélünk). Jegyezzük meg, hogy ez a test tehetetlensége és nem a tömege miatt történik.
Egy tehetetlenségi vonatkoztatási rendszerben az összes azonos (nem gyorsuló) mozgásban lévő megfigyelő ugyanolyannak látja a fizika törvényeit. Mindazonáltal egy másik vonatkoztatási rendszerben levő megfigyelő egy könnyű és nyilvánvaló transzformáció (Galilei transzformáció) segítségével átalakíthatja a megfigyeléseit. Így –habár a külső megfigyelő számára a labda nem egyenesen esik– tudván azt hogy a vonat nem gyorsul, könnyen rájöhet, hogy odabentről nézve a labda függőlegesen esett le.
Azonban a gyorsuló, nem tehetetlenségi rendszerekben a testekre fiktív erők hatnak. Például, ha a vasúti kocsi gyorsulva mozgott volna, a labda nem egyenesen esett volna le, mivel a két test sebessége esés közben nem egyezett volna meg. Másik példaként hozható az a helyzet ha az északi sarkon egy rakétát egy célpontra irányítjuk és kilőjük. A Földön levő megfigyelő azt látja, hogy a rakéta egy erő (Coriolis-erő) hatására letér a pályájáról, a valóságban azonban, a délre fekvő célpont mozgott el, lévén az együtt mozgott a Földdel, míg a rakéta repült. Mivel a Föld forog, egy jó tehetetlenségi vonatkoztatási rendszert képeznek a csillagok, mivel azok alig észrevehetően mozognak. Ezek az erők azért fiktív erők, mert őket a nem tehetetlenségi vonatkoztatási rendszerben levő megfigyelő érzékeli, a valóságban (tehetetlenségi rendszerből figyelve) ezek az erők nem lépnek fel. Mivel szoros kapcsolatban állnak a vonatkoztatási rendszerrel, ezért a fiktív erők által előidézett gyorsulás számszerűleg megegyezik a rendszer gyorsulásával, de irányításuk ellentétes. Végeredményben a tehetetlenség törvénye összekapcsolható az energia- és az impulzusmegmaradás törvényével.

## A tehetetlenség forrása
Mindeddig nincs olyan általánosan elfogadott elmélet, mely megmagyarázná a tehetetlenség forrását. Az olyan neves fizikusok, mint Ernst Mach, Albert Einstein, D. Sciama és Bernard Haisch ez irányba kifejtett erőfeszítései  számos kritikát kaptak az utókor tudósaitól.

## Tehetetlenségi nyomaték
A tehetetlenség másik formája a tehetetlenségi nyomaték, mely a merev testek azon tulajdonságágára utal, miszerint megtartják egyenletes körmozgásukat. A merev test impulzusnyomatéka változatlan marad, amíg rá egy külső erőnyomaték nem hat: ez a jelenség az impulzusnyomaték-megmaradás. A tehetetlenségi nyomaték attól is függ, hogy a test megmaradjon szerkezetileg ép merev testnek.
Gyakorlati felhasználásaként megemlíthetjük a giroszkópot, mely ellenáll minden, a forgástengely megváltoztatására irányuló hatásnak.

## Példák
A tehetetlenség törvényével magyarázható az is, hogy ha kirázunk egy rongyot, a porszemek kihullanak belőle. A porszemeket ugyanis semmi sem készteti a mozgásállapotuk megváltoztatására, így nem mozognak a ronggyal együtt a hirtelen mozgás hatására, hanem megtartják nyugalmi állapotukat, és elkezdenek szabadon esni. Hasonlóképpen magyarázható az is, hogy a fékező járműben előredőlünk (a jármű lelassul, de mi még nem), vagy hogy a mozgó járműről előre leugorva hosszabb ívet írunk le a levegőben, mint amekkorát szerettünk volna.

## Fordítás
- A cikk az angol nyelvű (Inertia) cikket használta forrásként, kiegészítve a magyar nyelvű Newton törvényei Newton első törvénye – a tehetetlenség törvénye fejezete alapján.